# 알리시아 파크스
알리시아 미셸 파크스(Alycia Michelle Parks, 2000년 12월 31일~)는 미국의 프로 테니스 선수이다. 그녀는 2023년 8월 14일에 달성한 세계 랭킹 40위로 WTA 단식 최고 순위를 기록했고, 2023년 9월 11일에 기록한 복식 최고 순위 27위를 기록했다. 파크스는 WTA 투어에서 단식 타이틀 1개와 복식 타이틀 2개를 획득했으며, 여기에는 WTA 1000 복식 타이틀인 2023 웨스턴 앤 서던 오픈도 포함된다. 그녀는 또한 WTA 챌린저 투어에서 단식 타이틀 5개와 복식 타이틀 3개를 획득했다.

## 경력

### 2021: WTA 투어 및 그랜드 슬램 데뷔, 최고 서브 기록
그녀는 2021 MUSC 헬스 오픈 찰스턴에서 예선을 통과하여 WTA 투어 본선에 데뷔했다. 그녀는 1라운드에서 예선 통과자 그레이스 민을 물리쳤지만, 2라운드에서 톱 시드 온스 자베르에게 패배했다.
US 오픈 1라운드 경기에서 그녀는 비너스 윌리엄스와 함께 토너먼트 사상 가장 빠른 여자 서브 기록(129mph)을 세웠다.

### 2022: 돌파구, 첫 톱10 승리 및 복식 타이틀, 톱 75 진입
2022년, 그녀는 예선 통과자로 독일 오픈 베를린에서 2라운드에 진출하며 6번째 본선 출전을 기록했다. 그 결과, 그녀는 2022년 6월 20일 169위에서 34계단 상승한 135위로 경력 최고 순위를 기록했다.
오스트라바 오픈에서 144위에 랭크된 그녀는 예선 통과자로 전 세계 1위 카롤리나 플리스코바를 물리치고 첫 톱20 승리를 거뒀고, 이어서 세계 7위이자 4번 시드인 마리아 사카리를 물리치고 첫 톱10 승리를 거두며 생애 첫 WTA 8강에 진출했다. 같은 대회 복식에서는 캐티 맥널리와 파트너를 이뤄 첫 WTA 투어 타이틀을 획득했다.
12월, 파크스는 안도라와 앙제에서 잇달아 WTA 챌린저 단식 타이틀을 획득했으며, 앙제에서는 장솨이와 함께 복식 타이틀도 획득했다. 이러한 성공의 결과로 그녀는 단식에서 톱 75위, 복식에서 톱 60위 안에 들었다.

### 2023: 첫 단식 타이틀 및 톱5 승리, 톱 40 진입, WTA 1000 복식 타이틀
2023년 오스트레일리아 오픈 예선에서 톱 시드를 받은 파크스는 2라운드에서 사라 베일렉에게 패배했다. 같은 대회에서 파크스는 옥사나 칼라시니코바와 짝을 이뤄 이번 대회 복식 데뷔전에서 3라운드에 진출했지만, 결국 챔피언이 된 바르보라 크레이치코바와 카테리나 시니아코바에게 패배했다.
리옹 오픈에서 그녀는 줄리아 그라버를 물리치고 첫 WTA 준결승에 진출했다. 이어서 4번 시드 페트라 마르티치와 7번 시드 단카 코비니치를 물리쳤다. 그녀는 마리나 자네프스카를 물리치고 첫 WTA 투어 결승에 진출했다. 다음으로 그녀는 톱 시드 카롤린 가르시아를 물리치고 첫 톱5 승리를 기록하며 생애 첫 타이틀을 획득했다. 그 결과, 그녀는 2023년 2월 13일 복식에서 43위, 2023년 2월 27일 단식에서 50위로 새로운 경력 최고 순위를 기록했다.
마드리드 오픈에서 그녀는 안나 카롤리나 슈미들로바와 15번 시드 빅토리야 아자렌카를 스트레이트 세트로 물리치고 WTA 1000 수준에서 처음으로 3라운드에 진출했다. 그녀는 18번 시드 마르티나 트레비산에게 패배했다.
파크스는 버밍엄에서 스톰 헌터와 함께 두 번째 WTA 투어 복식 결승에 진출했지만, 바르보라 크레이치코바와 마르타 코스튜크에게 패배했다.
그녀는 윔블던에 진출했고 1라운드에서 안나 레나 프리드삼을 물리쳤지만, 아나 보그단에게 패배했다. 파크스는 또한 캐나다 오픈 2라운드에 진출했지만, 벨린다 벤치치에게 패배했고, 신시내티에서는 알략산드라 사스노비치에게 패배했다. 신시내티 대회 복식에서 파크스는 테일러 타운센드와 처음으로 짝을 이뤄 결승에서 3번 시드 니콜 멜리차르-마르티네스와 엘렌 페레즈를 물리치고 타이틀을 획득했다.

### 2024: 오스트레일리아 오픈 3라운드, 톱 100 복귀
오스트레일리아 오픈에서 파크스는 다리아 스니구르와 32번 시드 레일라 페르난데스를 물리치고 생애 처음으로 그랜드 슬램 3라운드에 진출했지만, 3라운드에서 4번 시드 코코 고프에게 스트레이트 세트로 패배했다. 이 결과에도 불구하고, 그녀는 2024 시즌에 취소된 리옹 오픈에서 포인트를 방어하지 못해 2024년 2월 5일 톱 100에서 벗어났다.
복식에서는 마이애미 오픈에서 아시아 무함마드와 함께 준결승에 진출했지만, 2번 시드 가브리엘라 더브라우스키와 에린 루트리프에게 패배했다. 그 결과, 그녀는 4월 1일 복식 랭킹에서 29위로 톱 30위권에 재진입했다.
파크스는 WTA 125 베네토 오픈에서 8번 시드 베르나르다 페라를 결승에서 스트레이트 세트로 물리치고 우승을 차지했다.
 헤일리 밥티스테와 짝을 이뤄 같은 대회 복식에서도 결승에서 미리암 콜로지에요바와 안나 시스코바를 물리치고 우승했다.
121위에 랭크된 그녀는 윔블던 본선에 진출했지만, 1라운드에서 카롤리네 보즈니아키에게 패배했다.
7월, 그녀는 폴란드 오픈에서 시즌 두 번째 WTA 125 타이틀을 획득했고, 결승에서 5번 시드 마야 조인트를 물리쳤다. 그 결과, 그녀는 2024년 7월 29일 22계단 상승했으며, 일주일 후 세계 랭킹 99위에 올랐다.
WTA 1000 차이나 오픈에서 그녀는 예선을 통과하고 1월 오스트레일리아 오픈 이후 첫 WTA 투어 본선 승리를 왕창을 상대로 기록했지만, 2라운드에서 23번 시드 막달레나 프레흐에게 패배했다.
파크스는 WTA 125 다우 테니스 클래식 결승에 진출했고, 리나 글루시코, 캐티 맥널리, 아스트라 샤르마, 로렌 데이비스를 물리쳤지만, 레베카 마리노에게 패배했다.
12월, 그녀는 WTA 125 앙제 아레나 루아르 오픈에서 결승에서 벨린다 벤치치를 물리치고 우승했다. 결승전으로 가는 길에 줄리 벨그라버, 타마라 코르파치, 빅토리아 히메네스 카신체바, 모나 바르텔을 물리쳤다. 그 결과 그녀는 2024년 12월 9일 세계 랭킹 84위로 다시 톱 100에 진입했으며, 이는 그녀가 연초에 시작했던 것과 같은 순위였다.

### 2025: 2023년 이후 첫 WTA 준결승 진출
파크스는 2025 ASB 클래식에서 시즌을 시작하며 준결승에 진출했고, 3번 시드 아만다 아니시모바, 그리트 민넨, 케이티 볼리네츠를 물리쳤지만, 7번 시드 오사카 나오미에게 패배했다. 이는 거의 2년 전 리옹에서 우승한 이후 그녀의 첫 WTA 준결승 진출이었다.

## 성적 연표
| W | F | SF | QF | #R | RR | Q# | DNQ | A | NH |

WTA 투어, 그랜드 슬램 토너먼트, 페드컵/빌리 진 킹 컵 및 올림픽 경기 본선 결과만 승패 기록에 포함된다.

### 단식
차이나 오픈까지 현재.
| 대회                  | 2021 | 2022 | 2023  | 2024 | 2025  | SR          | 승–패       | 승률        |
| --------------------- | ---- | ---- | ----- | ---- | ----- | ----------- | ----------- | ----------- |
| '그랜드 슬램 토너먼트 |      |      |       |      |       |             |             |             |
| 오스트레일리아 오픈   | A    | Q2   | Q2    | 3R   | Q1    | 0 / 1       | 2–1         | 67%         |
| 프랑스 오픈           | A    | Q1   | 1R    | Q2   |       | 0 / 1       | 0–1         | 0%          |
| 윔블던                | A    | Q1   | 2R    | 1R   |       | 0 / 2       | 1–2         | 33%         |
| US 오픈               | 1R   | Q1   | 1R    | Q2   |       | 0 / 2       | 0–2         | 0%          |
| 승–패                 | 0–1  | 0–0  | 1–3   | 2–2  | 0 / 6 | 3–6         | 0–0         | 33%         |
| WTA 1000              |      |      |       |      |       |             |             |             |
| 카타르 오픈           | A    | A    | A     | Q1   | 2R    | 0 / 1       | 1–1         | 50%         |
| 두바이                | A    | A    | A     | Q1   | 2R    | 0 / 1       | 1–1         | 50%         |
| 인디언웰스 마스터스   | 1R   | Q1   | 1R    | Q1   | 2R    | 0 / 3       | 1–3         | 25%         |
| 마이애미 오픈         | A    | Q2   | 1R    | Q1   | 2R    | 0 / 2       | 1–2         | 33%         |
| 마드리드 오픈         | A    | A    | 3R    | Q1   | 2R    | 0 / 2       | 3–2         | 60%         |
| 이탈리아 오픈         | A    | A    | 1R    | Q1   |       | 0 / 1       | 0–1         | 0%          |
| 캐나다 오픈           | A    | A    | 2R    | Q1   |       | 0 / 1       | 1–1         | 50%         |
| 신시내티 마스터스     | Q1   | A    | Q2    | A    |       | 0 / 0       | 0–0         | –           |
| 과달라하라 오픈       | NH   | Q1   | 2R    | NMS  | NMS   | 0 / 1       | 1–1         | 50%         |
| 차이나 오픈           | NH   | NH   | 1R    | 2R   |       | 0 / 2       | 1–2         | 33%         |
| 우한 오픈             | NH   | NH   | NH    | Q1   |       | 0 / 0       | 0–0         | –           |
| 승–패                 | 0–1  | 0–0  | 4–7   | 1–1  | 5–5   | 0 / 14      | 10–14       | 42%         |
| 경력 통계             |      |      |       |      |       |             |             |             |
|                       | 2021 | 2022 | 2023  | 2024 | 2025  | SR          | 승–패       | 승률        |
| 토너먼트              | 4    | 3    | 19    | 12   | 10    | 총 경력: 48 | 총 경력: 48 | 총 경력: 48 |
| 타이틀                | 0    | 0    | 1     | 0    | 0     | 총 경력: 1  | 총 경력: 1  | 총 경력: 1  |
| 결승 진출             | 0    | 0    | 1     | 0    | 0     | 총 경력: 1  | 총 경력: 1  | 총 경력: 1  |
| 총 승패               | 2–4  | 3–3  | 13–19 | 4–12 | 8–10  | 1 / 48      | 30–48       | 38%         |
| 연말 랭킹             | 237  | 118  | 47    | 112  |       | $1,815,417  | $1,815,417  | $1,815,417  |

## 주요 결승전

### WTA 1000 토너먼트

#### 복식: 1 (타이틀)
| 결과 | 연도 | 대회              | 코트 | 파트너          | 상대팀                               | 점수                  |
| ---- | ---- | ----------------- | ---- | --------------- | ------------------------------------ | --------------------- |
| 우승 | 2023 | 신시내티 마스터스 | 하드 | 테일러 타운센드 | 니콜 멜리차르-마르티네스 엘렌 페레즈 | 6–7(1–7), 6–4, [10–6] |

## WTA 투어 결승전

### 단식: 1 (1 우승)
| 범례              |
| ----------------- |
| 그랜드 슬램 (0–0) |
| WTA 1000 (0–0)    |
| WTA 500 (0–0)     |
| WTA 250 (1–0)     |

| 코트별 결승전 |
| ------------- |
| 하드 (1–0)    |
| 클레이 (0–0)  |
| 잔디 (0–0)    |

| 환경별 결승전 |
| ------------- |
| 야외 (0–0)    |
| 실내 (1–0)    |

| 결과 | 승–패 | 날짜       | 대회              | 등급    | 코트     | 상대            | 점수          |
| ---- | ----- | ---------- | ----------------- | ------- | -------- | --------------- | ------------- |
| 우승 | 1–0   | 2023년 2월 | 리옹 오픈, 프랑스 | WTA 250 | 하드 (i) | 카롤린 가르시아 | 7–6(9–7), 7–5 |

### 복식: 3 (2 우승, 1 준우승)
| 범례              |
| ----------------- |
| 그랜드 슬램 (0–0) |
| WTA 1000 (1–0)    |
| WTA 500 (1–0)     |
| WTA 250 (0–1)     |

| 코트별 결승전 |
| ------------- |
| 하드 (2–0)    |
| 클레이 (0–0)  |
| 잔디 (0–1)    |

| 환경별 결승전 |
| ------------- |
| 야외 (1–1)    |
| 실내 (1–0)    |

| 결과   | 승–패 | 날짜        | 대회                    | 등급     | 코트     | 파트너          | 상대팀                                | 점수                  |
| ------ | ----- | ----------- | ----------------------- | -------- | -------- | --------------- | ------------------------------------- | --------------------- |
| 우승   | 1–0   | 2022년 10월 | 오스트라바 오픈, 체코   | WTA 500  | 하드 (i) | 캐티 맥널리     | 알리차 로솔스카 에린 루트리프         | 6–3, 6–2              |
| 준우승 | 1–1   | 2023년 6월  | 버밍엄 클래식, 영국     | WTA 250  | 잔디     | 스톰 헌터       | 마르타 코스튜크 바르보라 크레이치코바 | 2–6, 6–7(7–9)         |
| 우승   | 2–1   | 2023년 8월  | 신시내티 마스터스, 미국 | WTA 1000 | 하드     | 테일러 타운센드 | 니콜 멜리차르-마르티네스 엘렌 페레즈  | 6–7(1–7), 6–4, [10–6] |

## WTA 챌린저 결승전

### 단식: 6 (5 우승, 1 준우승)
| 범례               |
| ------------------ |
| $60,000 대회 (0–2) |
| $25,000 대회 (1–2) |
| $15,000 대회 (0–1) |

| 코트별 결승전 |
| ------------- |
| 하드 (1–4)    |
| 클레이 (0–1)  |

| 결과   | 승–패 | 날짜        | 대회                       | 등급   | 코트     | 상대              | 점수          |
| ------ | ----- | ----------- | -------------------------- | ------ | -------- | ----------------- | ------------- |
| 준우승 | 0–1   | 2019년 6월  | ITF 슈리브포트, 미국       | 15,000 | 클레이   | 쉬제위            | 2–6, 3–6      |
| 준우승 | 0–2   | 2019년 9월  | ITF 레딩, 미국             | 25,000 | 하드     | 가브리엘라 탈라바 | 1–6, 1–6      |
| 우승   | 1–2   | 2020년 11월 | ITF 올랜도, 미국           | 25,000 | 하드     | 로빈 몽고메리     | 3–6, 6–4, 6–2 |
| 준우승 | 1–3   | 2021년 11월 | ITF 데이토나 비치, 미국    | 25,000 | 하드     | 이리나 페테커우   | 1–6, 2–6      |
| 준우승 | 1–4   | 2022년 2월  | 조지아의 로마 오픈, 미국   | 60,000 | 하드 (i) | 타티아나 마리아   | 4–6, 6–4, 2–6 |
| 준우승 | 1–5   | 2022년 3월  | 아르카디아 프로 오픈, 미국 | 60,000 | 하드     | 레베카 마리노     | 6–7(0), 1–6   |

### 복식: 6 (3 우승, 3 준우승)
| 범례                |
| ------------------- |
| $100,000 대회 (1–0) |
| $80,000 대회 (0–1)  |
| $60,000 대회 (1–1)  |
| $25,000 대회 (1–1)  |

| 코트별 결승전 |
| ------------- |
| 하드 (2–2)    |
| 클레이 (1–1)  |

| 결과   | 승–패 | 날짜        | 대회                              | 등급     | 코트   | 파트너                     | 상대팀                            | 점수                |
| ------ | ----- | ----------- | --------------------------------- | -------- | ------ | -------------------------- | --------------------------------- | ------------------- |
| 우승   | 1–0   | 2020년 11월 | ITF 올랜도, 미국                  | 25,000   | 하드   | 라시다 맥아두              | 제이미 롭 에린 루트리프           | 4–6, 6–1, [11–9]    |
| 준우승 | 1–1   | 2021년 10월 | 메이컨 테니스 클래식, 미국        | 80,000   | 하드   | 알라나 스미스              | 퀸 글리슨 캐서린 해리슨           | 2–6, 2–6            |
| 준우승 | 1–2   | 2021년 11월 | ITF 데이토나 비치, 미국           | 25,000   | 하드   | 알렉산드라 오스본          | 엘리시아 볼턴 카일리 콜린스       | 4–6, 7–6(5), [5–10] |
| 우승   | 2–2   | 2022년 1월  | 벤디고 인터내셔널, 오스트레일리아 | 60,000+H | 하드   | 페르난다 콘트레라스 고메스 | 앨리슨 바이 알라나 파르나비       | 6–3, 6–1            |
| 준우승 | 2–3   | 2022년 4월  | 샬러츠빌 오픈, 미국               | 60,000   | 클레이 | 발렌티니 그라마티코풀루    | 소피 창 안젤라 쿨리코프           | 6–2, 3–6, [4–10]    |
| 우승   | 3–3   | 2022년 7월  | ITF 찰스턴 프로, 미국             | 100,000  | 클레이 | 사치아 빅커리              | 티메아 바보시 마르셀라 사카리아스 | 6–4, 5–7, [10–5]    |

## 톱 10 승리
| 시즌 | 2022 | 2023 | 총계 |
| 승리 | 1    | 1    | 2    |

| #    | 선수            | 순위 | 대회                  | 코트     | Rd   | 점수          | APR   |
| ---- | --------------- | ---- | --------------------- | -------- | ---- | ------------- | ----- |
| 2022 |                 |      |                       |          |      |               |       |
| 1.   | 마리아 사카리   | 7위  | 오스트라바 오픈, 체코 | 하드 (i) | 2R   | 5–7, 7–5, 7–5 | 144위 |
| 2023 |                 |      |                       |          |      |               |       |
| 2.   | 카롤린 가르시아 | 5위  | 리옹 오픈, 프랑스     | 하드 (i) | 결승 | 7–6(9–7), 7–5 | 79위  |

## 내용주
1. 1 2  2009년부터 2024년까지 첫 프리미어 5 대회는 두바이 테니스 챔피언십과 카타르 레이디스 오픈 사이를 오갔다. 두바이는 2009년부터 2011년까지 프리미어 5 대회로 분류되었고, 2012년부터 2014년까지는 도하가 그 뒤를 이었다. 2015년에는 두바이가 프리미어 5 지위를 되찾았고 도하는 프리미어 지위로 강등되었다. 프리미어 5 토너먼트는 2021년에 WTA 1000 토너먼트로 재분류되었다.
2. ↑  2017: WTA 랭킹–1208, 2018: WTA 랭킹–984, 2019: WTA 랭킹–410, 2020: WTA 랭킹–364.